# Come Taste the Band
Come Taste the Band je desáté a poslední studiové album anglické rockové hudební skupiny Deep Purple před jejím prvním rozpadem v roce 1976. Jedná se také o první a jediné album, na němž se nepodílel ani zpěvák Ian Gillan, ani kytarista Ritchie Blackmore, kterého nahradil Tommy Bolin. Z tohoto důvodu nebyla deska ve své době doceněna.

## Historie
Po turné k předcházející desce Stormbringer odešel z kapely kytarista a zakládající člen Ritchie Blackmore a zbytek skupiny stál před rozhodnutím, zda pokračovat nebo ukončit činnost. Byla to nepříjemná situace, protože fanoušky oblíbený Blackmore a jeho kytarové umění měly zásadní vliv na zvuk i styl Deep Purple a všeobecně tak byl považovaný za nenahraditelného. Nemluvě o zásadním skladatelském podílu na většině písní.
Kapela se i přesto rozhodla pokračovat a jako Blackmoreova nástupce vybrala Tommyho Bolina. Mladý americký kytarista uchvátil svou hrou zpěváka Davida Coverdalea a ten mu nabídl místo v kapele. Byl to svým způsobem risk, protože Bolin nebyl typickým hard rockovým hráčem, jeho záliba ve funku a jazzu ale vyhovovala novému směřování Deep Purple, které vytyčili na předchozím albu. Bolin se zároveň stal velmi přínosným skladatelem, podílel se na sedmi z devíti skladeb a osmou k nahrání doporučil. Stinnou stránkou byla závislost na heroinu, která velmi ovlivňovala jeho výkony při živých vystoupeních. Právě drogové problémy (kromě Bolina trpěl závislostí i baskytarista Glenn Hughes) a s nimi související úpadek kapely byly jedním z hlavních důvodů konce Deep Purple.

## Obal
Obal vytvořilo studio Castle, Chappel & Partners, které navrhovalo už ikonický obal alba Fireball. Pro Come Taste The Band vytvořilo motiv sklenky brandy na prostém bílém pozadí, v níž jsou umístěny tváře členů skupiny. Výjev se, jak bylo u kapely zvykem, opakoval i na zadní straně, kde však už byla sklenka prázdná s výrazným otiskem rtěnky.
Oproti svým dvěma spíše skromnějším předchůdcům bylo toto album opět rozkládací a vnitřní část nabízela velkou koláž fotografií jednotlivých členů. Součástí bylo i vnitřní papírové pouzdro na desku s texty písní.

## Obsah
Album bylo koncipováno velmi podobně jako předchozí Stormbringer – nabízelo devět skladeb a poměrně krátkou stopáž nepřesahující 37 minut, tedy na poměry Deep Purple poměrně krátké písně. Na rozdíl od většiny svých předchůdců však Come Taste The Band nemá ani titulní píseň, ani signifikantní hit. Této představě se nejvíce blíží úvodní Comin‘ Home. Svižný rockový song pojatý jako óda na rock’n’roll je tak jakousi reminiscencí starší písně Speed King. Nikdy však nedosáhl stejné popularity už proto, že kapela jej živě příliš často nehrála. Navzdory tomu, že album zahajoval, nahrála ho skupina až jako poslední, aby více natáhla stopáž alba. Tommy Bolin se v něm účinkuje nejen jako kytarista, ale obstaral i basový part a doprovodné vokály, protože Glenn Hughes už v té době opustil studio, aby se před nadcházejícím turné dal do pořádku.
Baskytarista se coby hlavní zpěvák představil hned ve dvou skladbách, nejprve ve funk rockové Getting Tighter a poté v ponuré baladě This Time Around (v níž podle popisků hrál na všechny nástroje Jon Lord), kterou napsal pod vlivem své zavilosti na alkoholu a kokainu. Fanoušci hledali podobné motivy i v Getting Higher, Hughes však prohlásil, že ústřední obrat nesouvisí s drogami, ale oslavuje sehranost a zápal kapely.
Funkový nádech má i píseň Love Child nebo I Need Love, která spíše než Deep Purple připomíná kus od Bad Company či Led Zeppelin. Právě tyto „odchylky“ od typického zvuku Deep Purple byly hlavním důvodem neúspěchu Come Taste The Band. Stejný problém mají i dvě rockovější písně Dealer a Drifter.
Součástí tracklistu byly i dvě starší skladby: Píseň Lady Luck přinesl Tommy Bolin ze své předchozí kapely, protože však neznal celý její text, napsal David Coverdale nový. Závěrečnou You Keep On Movin‘ zase napsali Hughes s Coverdalem už krátce po svém příchodu do skupiny v roce 1973, ale Ritchie Blackmore ji tehdy odmítal hrát. Píseň vynikající dvojhlasem obou zpěváků vyšla i jako singl, nebyla však úspěšná.

## Ohlasy a přijetí
Po vydání se Come Taste The Band solidně prodávalo, uznání se však nedočkalo a bylo kritizováno. Důvody výstižně shrnul bývalý zpěvák Ian Gillan, podle něhož se nejedná o skutečné album Deep Purple. S tím souhlasil i Jon Lord, dodal však, že po letech on sám považuje desku za překvapivě dobrou. V hitparádě pokračovala sestupná tendence. Album dosáhlo pouze na 19. příčku v britském žebříčku a ještě hůře si vedlo za oceánem. V Americe se propadlo až na 43. místo, což bylo nejhorší umístění od alba Fireball, které však vyšlo v době, kdy se Deep Purple ve Spojených státech teprve dostávali na vrchol.
Come Taste Band se jistého uznání dočkalo až po letech, navzdory tomu, že ve výsledku zní daleko rockověji než Stormbringer a i jeho koncepce citlivěji vyvažuje vliv jednotlivých žánrů, které se na něm prolínají. Dodnes zůstává upozaďováno, protože kapela po svém obnovení v roce 1984 už žádné jeho písně nehrála živě. Pouze některé skladby zaznívaly na koncertech Glena Hughese či kapely Whitesnake Davida Coverdalea.

## Seznam skladeb
| Strana 1 (LP) | Strana 1 (LP)   | Strana 1 (LP)                           | Strana 1 (LP) |
| Pořadí        | Název           | Autor                                   | Délka         |
| ------------- | --------------- | --------------------------------------- | ------------- |
| 1.            | Comin' Home     | Tommy Bolin, David Coverdale, Ian Paice | 3:55          |
| 2.            | Lady Luck       | Jeff Cook, Coverdale                    | 2:48          |
| 3.            | Gettin’ Tighter | Bolin, Glenn Hughes                     | 3:37          |
| 4.            | Dealer          | Bolin, Coverdale                        | 3:50          |
| 5.            | I Need Love     | Bolin, Coverdale                        | 4:23          |

| Strana 2 (LP) | Strana 2 (LP)                  | Strana 2 (LP)            | Strana 2 (LP) |
| Pořadí        | Název                          | Autor                    | Délka         |
| ------------- | ------------------------------ | ------------------------ | ------------- |
| 6.            | Drifter                        | Bolin, Coverdale         | 4:02          |
| 7.            | Love Child                     | Bolin, Coverdale         | 3:08          |
| 8.            | This Time Around / Owed to ‘G’ | Hughes, Jon Lord / Bolin | 6:10          |
| 9.            | You Keep on Moving             | Coverdale, Hughes        | 5:19          |

## Obsazení
- Tommy Bolin – kytara, zpěv, baskytara
- David Coverdale – zpěv
- Glenn Hughes – baskytara, zpěv
- Jon Lord – klávesy, piáno, syntezátor, doprovodný zpěv, baskytara
- Ian Paice – bicí, perkuse